# Grillita
Grillita es un género de foraminífero bentónico de la subfamilia Edithaellinae, de la familia Polymorphinidae, de la superfamilia Polymorphinoidea, del suborden Lagenina y del orden Lagenida. Su especie-tipo es Grillita planispira. Su rango cronoestratigráfico abarca el Albiense medio (Cretácico inferior).

## Discusión
Clasificaciones previas incluían Grillita en la superfamilia Nodosarioidea.

## Clasificación
Grillita incluye a la siguiente especie:
- Grillita planispira †